# KÖHV Leopoldina Innsbruck
Die katholische österreichische Hochschulverbindung Leopoldina (Abkürzung: KÖHV Leopoldina, Kürzel Le) ist eine katholische, farbentragende, nichtschlagende Studentenverbindung im Innsbrucker Cartellverband (ICV) und wurde 1901 gegründet. Sie trat 1903 dem Cartellverband der katholischen deutschen Studentenverbindungen (CV) bei und ist seit der Abspaltung 1933 die Nummer 4 in der Reihenfolge des Österreichischen Cartellverbands (ÖCV).

## Geschichte
Sowohl die Professoren als auch die Studentenverbindungen waren laut Andreas Bösches Studien zur Innsbrucker Universität und ihren Studentenverbindungen 1859–1918 stets ein wichtiger Bestandteil des politischen Systems in Tirol.  Tirol gilt auch nach Michael Gehlers Monographie über das Bundesland als besonders fruchtbares Feld für Studentenverbindungen und deren Netzwerke, so wurden unter anderem Schuldirektorate typischerweise mit MKV oder ÖCV Absolventen besetzt, darunter etliche Alte Herren der Leopoldina.
Die Gründung der Leopoldina erfolgte im Vorfeld von gravierenden Auseinandersetzungen zwischen katholischen und freiheitlichen Studentenverbindungen. Der gewaltsame Tod von Max Ghezze 1912 in Innsbruck war ein dramatischer Höhepunkt des ab 1903 virulenten Akademischen Kulturkampfes.
Speziell an der Universität Innsbruck hatten Studentenverbindungen wie die Leopoldina durch ihren hohen Organisationsgrad große Auswirkungen auf das tagespolitische Geschäft und griffen bei Kontroversen zu Streiks, Besetzung der Universität und anderen Mitteln. Die politischen Ereignisse des Untersuchungszeitraums und die damals vorherrschenden Ideologien, so Georg von Schönerers Gegnerschaft zum politischen Katholizismus und dessen radikaler Antisemitismus, wirkten innerhalb der akademischen Eliten noch bis in den Ständestaat und die Zeit des Nationalsozialismus nach.
Auch heute besteht ein nicht geringer Teil der Entscheidungsträger in Politik und Wirtschaft in Österreich aus Mitgliedern von Studentenverbindungen. Die Geschichte der Katholischen Hochschulverbindung Leopoldina in Innsbruck wurde von Peter Pichler mit zwei Veröffentlichungen detailliert aufgearbeitet, ein dritter Band erschien posthum.

### Die ersten Jahre
Im Wintersemester 1900/01 wurde vom BC der AKV Tirolia Innsbruck aufgrund der zahlenmäßigen Überlegenheit der sehr antiklerikal ausgerichteten schlagenden Korporationen (damals acht) beschlossen eine dritte farbentragende katholische Verbindung neben Helvetia Oenipontana und AV Austria zu gründen. Als Name wurde in Anlehnung an die Leopold-Franzens-Universität Innsbruck „Leopoldina“ gewählt, der Wahlspruch sollte „Immobiles sicut patriae montes!“ (lateinisch für: „Fest wie die Berge der Heimat!“) sein. Die Statuten wurden am 13. April 1901 von der Vereinsbehörde genehmigt, am 12. Mai fand der erste Burschenconvent (BC) statt. Die sieben Gründungsmitglieder waren: Karl Köll v/o Widukind, August Reinisch v/o Laurin, Hermann Riffeser v/o Götz, Theodor Unterkalmsteiner v/o Hagen, Hermann Wachter v/o Funke, Hans Wallnöfer v/o Erich und Robert Walter v/o Tankred. Noch im gleichen Semester trat Leopoldina dem Kartell österreichischer Korporationen bei, einem Vorläufer des ÖCV.
Leopoldina war von Anfang an Anfeindungen durch schlagende Verbindungen ausgesetzt, die von Seite der Universität unterstützt wurden. Von den „Veilchenblauen“, der heutigen Akademische Landsmannschaft Tyrol im CC, wurde beispielsweise die Mützenfarbe beanstandet, Leopoldina musste bis zum Sommersemester 1912 hellblaue Tuchmützen tragen.
Es kam zu Differenzen mit der Mutterverbindung AKV Tirolia Innsbruck, der Unterschied zwischen der farbentragenden Leopoldina und der nicht-farbentragenden Tirolia trat immer stärker hervor, führten zum Austritt der Leopoldina aus dem Kartell österreichischer Korporationen. Sie wurde 1903 als 40. Verbindung vom CV aufgenommen. Die Gründer der Leopoldina wurden bei AKV Tirolia Innsbruck ausgeschlossen.
Im Studienjahr 1907/08 gründete Leopoldina eine Tochterverbindung, die AV Raeto-Bavaria Innsbruck, als Reaktion auf die Vorfälle des sogenannten Wahrmundjahres.

### Ab 1914

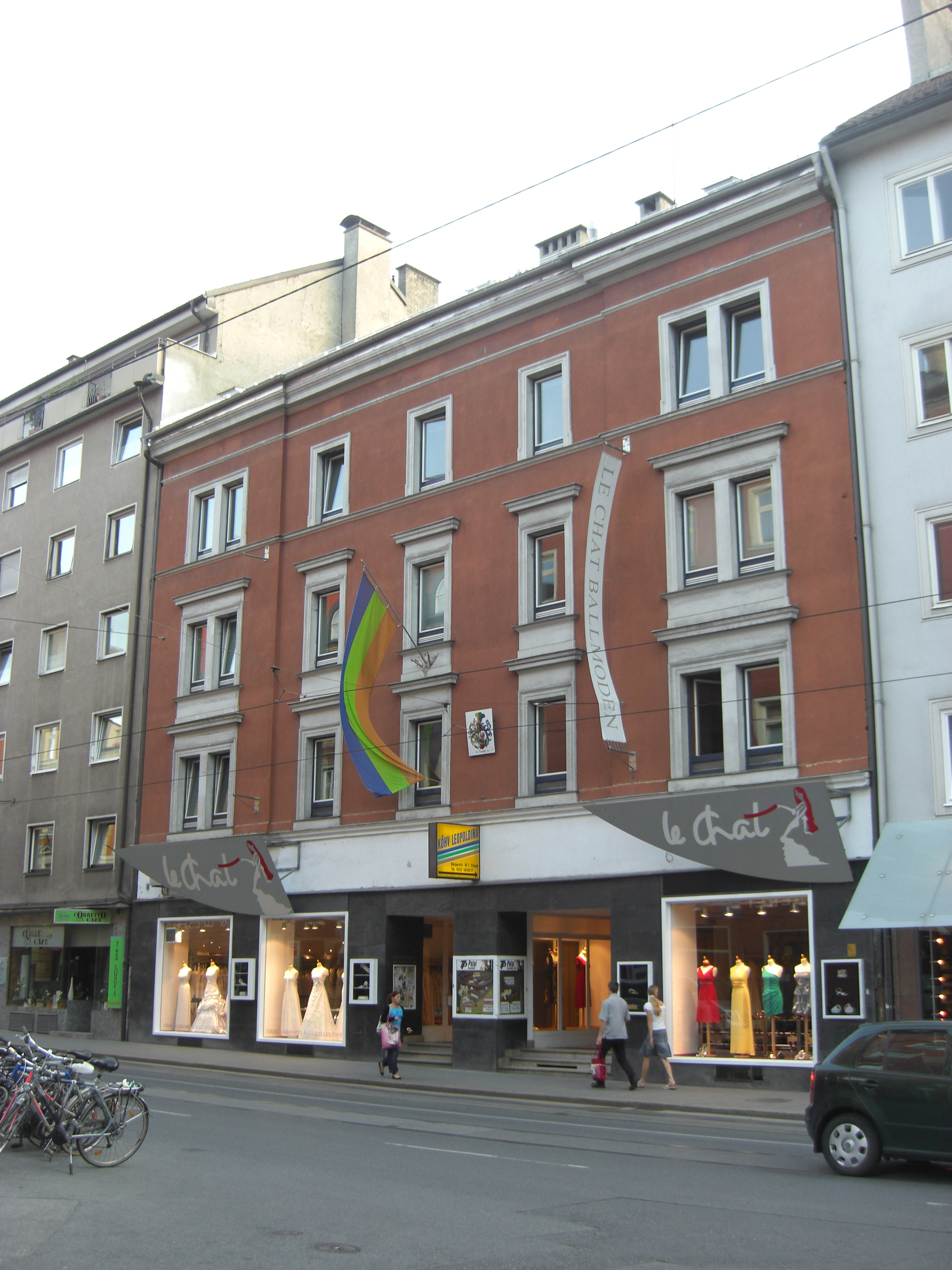
Leopoldenhaus 2011

Während des Ersten Weltkrieges 1914 bis 1918 bestand kein aktives Verbindungsleben, es kam aber zu sporadischen Treffen durchreisender Verbindungsmitglieder. 13 Leopolden starben im Krieg.
Am 31. Dezember 1922 wurde das Gasthaus „Alpenrose“ in der Bürgerstraße 10 unter Pfarrer Dominikus Dietrich übernommen. Dieses Haus dient noch heute Leopoldina als Bude. 1928 wurde mit KDStV Langobardia München zu Bayreuth im CV ein Freundschaftsverhältnis besiegelt, um den „CV-Gedanken“ zu stärken.

### Ab 1932
Aufgrund der Wahlerfolge der NSDAP bis 1932 kam es häufig zu Auseinandersetzungen zwischen Nationalsozialisten und katholischen Korporierten. Während einer Völkerrechts-Vorlesung in Innsbruck fanden am 8. November 1932 Schlägereien zwischen Nazis und Innsbrucker CVern statt, darunter auch Mitgliedern der Leopoldina.
Auf der letzten Gesamtdeutschen Cartellversammlung (CVV) im Studienjahr 1932/33 wurde beschlossen, dass kein CVer der NSDAP angehören durfte. Am 10. Juli 1933 entstand durch die Abspaltung vom CV der Österreichische Cartellverband. Leopoldina verlieh, wie fast alle Verbindungen des ÖCV, in diesem Zusammenhang dem österreichischen Bundeskanzler, Engelbert Dollfuß, die Ehrenmitgliedschaft.
Mitglieder der Verbindung, die zugleich Mitglieder der NSDAP waren, wurden zum Austritt aus der Partei gezwungen. So gab der Arzt Konrad Eberle, Mitglied der Leopoldina, seit 1933/34 Mitglied der NSDAP und Gründungsmitglied der NSBO-Zelle am Innsbrucker Krankenhaus, zu einem späteren Zeitpunkt an, auf Druck seiner Verbindung aus der NSDAP wieder ausgetreten zu sein. 1940 wurde er wieder Anwärter auf die Mitgliedschaft im NSDÄB.
Am 4. März 1938, eine Woche vor dem Anschluss Österreichs fand im Leopoldensaal (heute Dominikus-Dietrich-Saal) der Semesterantrittskommers statt. Die Festrede hielt der in Deutschland lebende Pater Franz Reinisch, der sich als einziger Altherr in dieser für CVer unsicheren Zeit auf die Verbindung wagte, in der er vor einer schweren Zeit warnte.
Direkt nach dem Einmarsch wurden die Verbindungshäuser der MKV  Amelungia, der Austria Innsbruck und das Leopoldenhaus von der SA besetzt, die Häuser zum Teil verwüstet und Schriftgut der Leopoldina verbrannt. Die NS-Propaganda deutete Waffenfunde an, das Haus sei der SS überstellt worden.
Die katholischen Verbindungen wurden sämtlich aufgelöst, neben der Leopoldina hatte nur AV Austria Innsbruck ein Verbindungshaus. Als die in Tirol traditionellen Herz-Jesu-Feuer verboten wurden, setzten Mitglieder der Leopoldina diesen Brauch fort. Nach Unterlagen die vom DÖW zitiert werden, waren dies die einzigen Herz-Jesu-Feuer in der Zeit von 1938 bis 1945.
Die SA übergab das Haus tatsächlich später der Kameradschaft des „Nationalsozialistischen Deutschen Studentenbundes Arthur Seeber“, die einen Zusammenschluss der Innsbrucker Corps Gothia und Athesia darstellte. Leopoldina wurde verboten und der Kontakt zwischen den Mitgliedern beschränkte sich weitgehend auf private Treffen. Für die Verbindung wichtige Gegenstände, wie die Prunkfahne von 1907, wurden unter großer Gefahr für die Mitglieder aus dem Haus geschmuggelt, bevor der Inhalt des Archivs von der SA auf der Straße verbrannt wurde. Ein Teil der Mitglieder zog nach München, wo sie im Jahr 1940 an der illegalen Gründung der KÖHV Alpinia als Widerstandsverbindung aktiv beteiligt waren.
Franz Reinisch wurde am 21. August 1942 im Alter von 40 Jahren in Brandenburg wegen Wehrdienstverweigerung enthauptet. Seine letzten Tagebucheinträge bezogen sich auf den Wahlspruch der Leopoldina.
Die Nachbarhäuser wurden während des Krieges völlig zerstört, das Leopoldenhaus blieb trotz schwerer Beschädigungen stehen.

### Ab 1945
Wenige Tage nach Kriegsende nahmen Mitglieder das Leopoldenhaus wieder in Besitz. Sie reichten bei der Sicherheitsbehörde am 17. Mai die alten Satzungen zur Wiedergenehmigung ein, was am 28. Mai positiv erledigt wurde. Damit ist Leopoldina die erste Verbindung, die nach dem Zweiten Weltkrieg wieder zugelassen wurde. Am 19. Mai 1945 fand im Leopoldenhaus die erste Cartellversammlung des ÖCV nach dem Krieg statt.
AV Berchtoldia Bern im SchwStV wurde Patenverbindung der Leopoldina und unterstützte sie im Wiederaufbau. Ludwig Sölder wurde erster Senior nach dem Zweiten Weltkrieg.
Im Wintersemester 1949/50 übernahm dann Leopoldina die Patenschaft für die KÖHV Rheno-Juvavia zu Salzburg, um dieser Verbindung in ihrem Wiederaufbau hilfreich zu sein. In den Folgejahren wurde das Leopoldenhaus erstmals größer umgebaut, 1974 folgte eine weitere Sanierung. 1977 wurde ein weiteres Haus in der Speckbacherstraße 29 erworben, das heute als Speckbacherheim bekannt ist. Später beteiligte sich Leopoldina am Bau des Europaheims.
Mitglieder der Leopoldina errichteten 1981/82 ein eisernes Gipfelkreuz mit dem Wappen der Verbindung auf dem Hohen Riffler und schufen damit das am höchsten gelegene studentische Denkmal.
2001 feierte Leopoldina ihr 100. Stiftungsfest in der Dogana des Congress Innsbruck mit ca. 800 Teilnehmern. In diesem Rahmen verkündete die AKV Tirolia Innsbruck den Beschluss ihres Burschenconvents, die von ihnen ausgeschlossenen Gründer der Leopoldina posthum wieder als Mitglieder aufzunehmen.
2007 konnte dem hundertjährigen Jubiläum der Weihe der Prunkfahne in einem Gottesdienst im Rahmen des Stiftungsfests gedacht werden. Als Fahnenpatin fungierte Luise van Staa, Gattin des Tiroler Landeshauptmanns Herwig van Staa und ehemalige Couleurdame der Leopoldina.

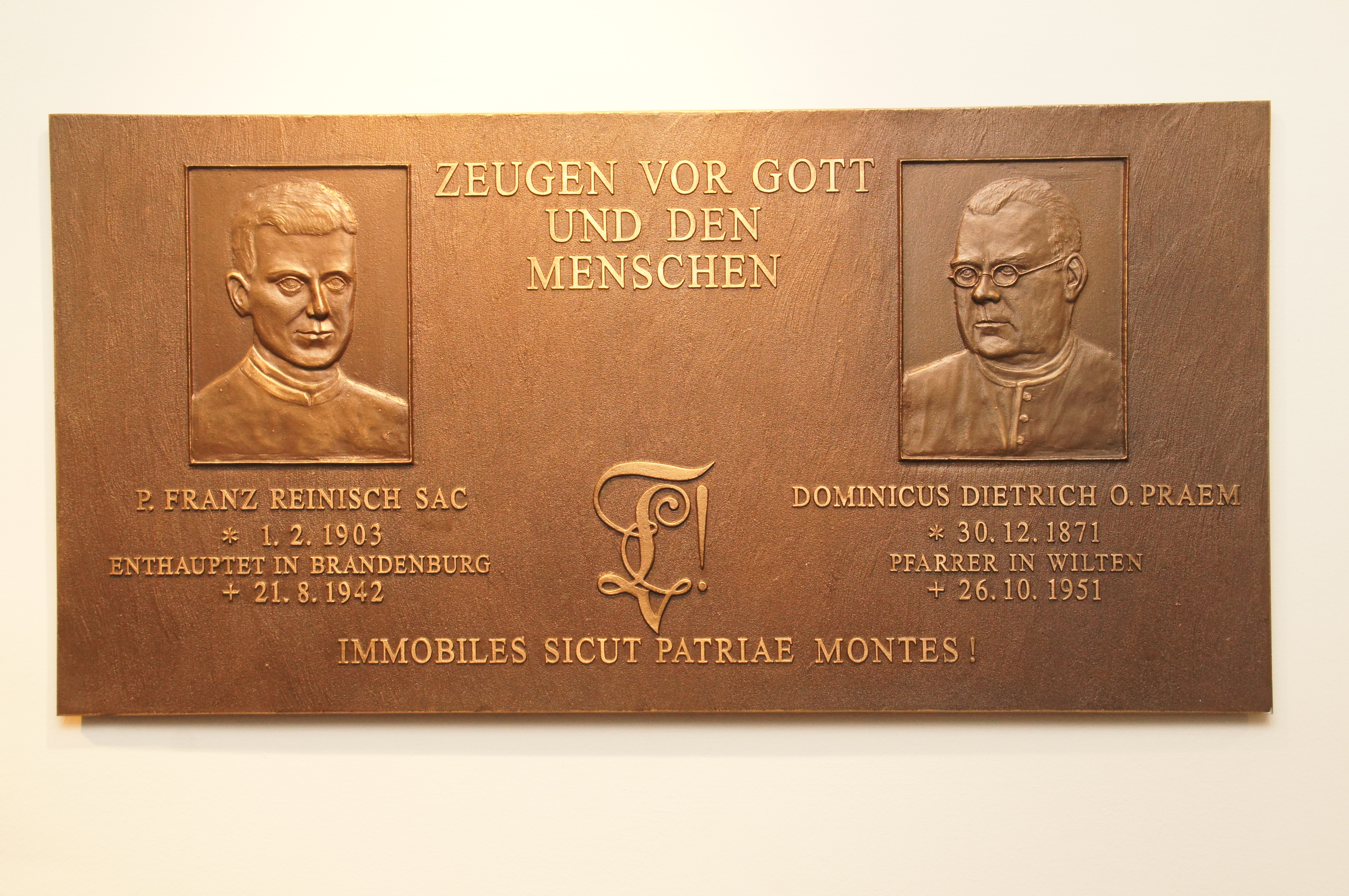
Bronze-Gedenktafel für Franz Reinisch

Den Seligsprechungsprozess für Pater Franz Reinisch, der am 28. Mai 2013 offiziell eröffnet wurde, unterstützte Leopoldina schon ab 2006 unter der Federführung von Peter Pichler in der Vorbereitung. Mitglieder der Verbindung arbeiteten dabei unter anderem direkt mit dem Postulator Pater Heribert Niederschlag SAC zusammen. Im Eingangsbereich des Festsaales ist eine Bronzetafel angebracht, die neben Dominikus Dietrich, nach dem der Saal benannt ist, mit einem Bild an Franz Reinisch erinnert. Eine von Pichler verfasste Biografie von Pater Reinisch wurde von der Verbindung herausgegeben. In einem 2018 erstaufgeführten Musical über Franz Reinisch aus dem Umfeld der Schönstattbewegung wird dessen Studentenzeit in Innsbruck und die Bedeutung des Wahlspruchs der Leopoldina für ihn in einer Schlüsselszene thematisiert, in der der Darsteller das Band und die Mütze der Leopoldina trägt.

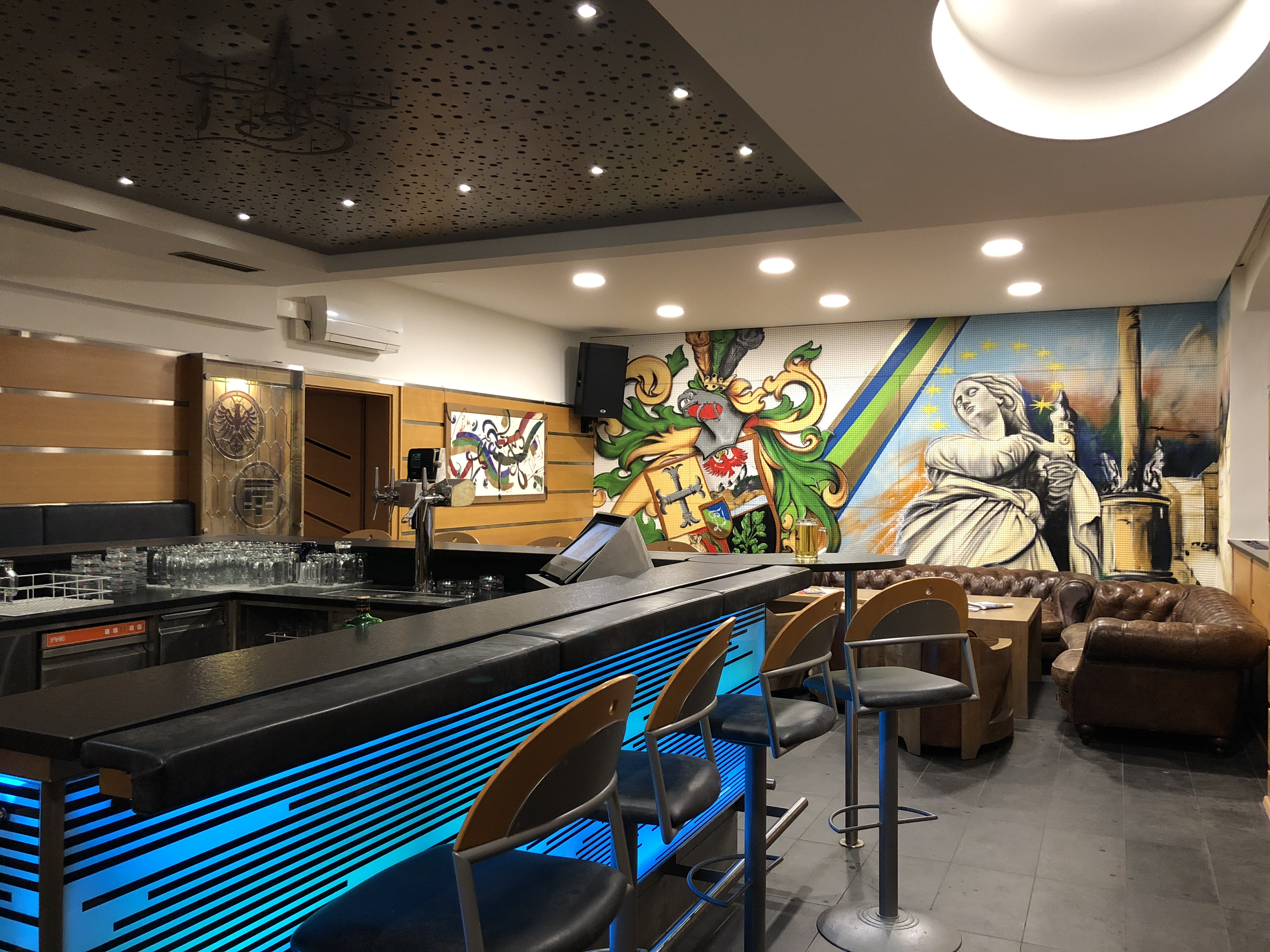
Barraum der Leopoldina

Nach 2010 wurde der Barbereich der Verbindung in mehreren Schritten bis 2017 grundlegend saniert und mit neuer Einrichtung ausgestattet.
Aufsehen erregte es auch über die Kreise der Studentenverbindungen hinaus, als der apostolische Nuntius in Österreich Erzbischof Peter Zurbriggen, Ehrenmitglied der Leopoldina, während der live im öffentlich-rechtlichen Fernsehen ausgestrahlten Weihe des neuen Bischofs Hermann Glettler am 2. Dezember 2017, nicht nur lobend die anwesenden Studentenverbindungen berücksichtigte, sondern auch lautstark den Wahlspruch der Leopoldina zitierte.

## Besonderheiten

### Potus
Wie bei vielen Studentenverbindungen wird die Feier zum Studienabschluss bei Leopoldina Potus genannt. Nach eigenen Angaben hat sich dabei als eigenständiges Ritual in den späten 60er oder frühen 70er-Jahren entwickelt, dass der Feiernde um Mitternacht zur Annasäule getragen wird. Er sitzt dabei auf einer Leiter, auf der die Fahne der Leopoldina liegt und trägt eigens dafür Halbwichs. Er ordnet die Lieder an, die gesungen werden. Bei der Säule steigt er von der Leiter ab und die Gruppe singt mehrere Lieder, zuletzt das Bundeslied der Verbindung. Damit endet das Studentenleben für ein Mitglied der Leopoldina. Im Jahr 2011 wurde von der Verbindung eine Couleurkarte herausgegeben, die diese Tradition zum Thema hat.

### Leopoldskneipe
Im Gegensatz zu den meisten nichtschlagenden Studentenverbindungen in Österreich feiert Leopoldina im Wintersemester keinen Weihnachtskommers im Dezember, sondern die sogenannte Leopoldskneipe (im Sprachgebrauch auch oft Le-Kneipe) Mitte November zu Ehren des Heiligen Leopold. Diese Feier zieht sich wie ein Stiftungsfest über drei Tage, erreicht etwa dieselbe Größe und folgt auch dem Grundaufbau eines Stiftungsfests:
- Begrüßungsabend am Freitag
- Sitzungen am Samstag
- Gottesdienst (mit anschließendem Totengedenken)

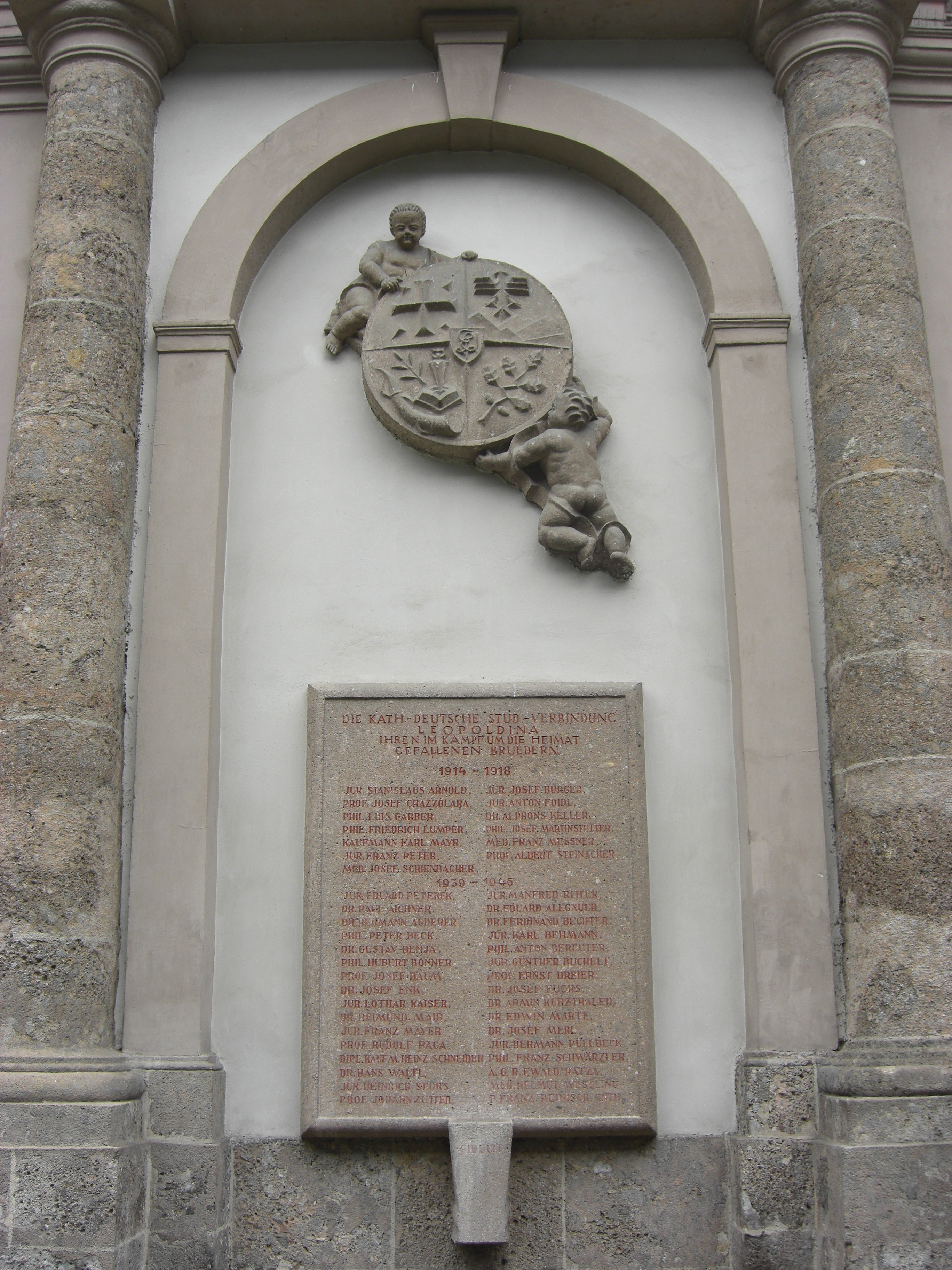
Leopoldendenkmal

- Kommers am Samstag
- Ausklang am Sonntag

### Denkmal für verstorbene Leopolden
In der Blendnische an der äußeren Südseite der Johanneskirche am Innrain, etwa drei Gehminuten vom Haus der Verbindung entfernt, befindet sich ein Denkmal für die verstorbenen Mitglieder. Über einer Gedenktafel befindet sich das Wappen der Leopoldina, getragen von zwei Putti.
Es wurde in seiner ursprünglichen Form im Frühjahr 1926 für die Gefallenen des Ersten Weltkrieges errichtet und von dem Architekten Fritz Michael Müller gestaltet. Nach dem Zweiten Weltkrieg wurde die Gedenktafel erweitert. Tafel und Wappen sind aus Breccienbeton. Im Jahr 2012 wurde die Tafel erneuert, sämtliche in der Zeit der Weltkriege verstorbene Mitglieder sind nun darauf gelistet. Unter den Namen befinden sich Franz Reinisch und der am 19. August 1942 im KZ Auschwitz umgekommene Rudolf von Mayer.
Soweit es möglich ist, findet das Totengedenken im Rahmen von Stiftungsfesten und Leopoldskneipen an diesem Denkmal statt. Obwohl nur die Namen der in der Zeit der beiden Weltkriege verstorbenen Mitglieder in die Gedenktafel eingraviert sind, wird hier allen verstorbenen Leopolden gedacht.
An den herausstehenden Klotz, auf den „FIDUCIT“ graviert ist, hängen die Vertreter der Leopoldina einen Blumenkranz auf. Gemeinsam mit dem Verbindungsseelsorger sprechen die Anwesenden das „Vater Unser“. Dabei wird chargiert.

### Vinzenzgemeinschaft
Das soziale Engagement der KÖHV Leopoldina konzentriert sich seit 1973 insbesondere auf die Arbeit in der Vinzenzgemeinschaft Leopoldina. Ihr langjähriger Vorsitzender Peter Reiter wurde für diese Tätigkeit im Jahr 2012 zum „Tiroler mit Herz“ gekürt.

## Abkommen, Beziehungen
- AKV Tirolia Innsbruck im ÖKV, Mutter- und Freundschaftsverbindung, gegründet 1893
- AV Raeto-Bavaria Innsbruck im ÖCV, Tochter- und Freundschaftsverbindung, gegründet 1908
- KDStV Langobardia München zu Bayreuth im CV (seit 1928)
- AV Berchtoldia Bern im SchwStV (seit 17. September 1945)
- KÖHV Rheno-Juvavia Salzburg im ÖCV
- Innsbrucker Cartellverband (ICV)

## Bekannte Mitglieder
Die KÖHV Leopoldina hat und hatte bekannte Personen als Mitglieder. Neben einigen bekannten Urmitgliedern, die während ihres Studiums bei der Leopoldina aktiv waren, wurde das Band ehrenhalber einigen Persönlichkeiten verliehen, die bereits zuvor einer CV/ÖCV-Verbindung zugehörig waren (Ehrenphilister) oder bereits im Berufsleben standen und nie Mitglied einer CV/ÖCV-Verbindung waren (Ehrenmitglieder).:
Bekannte Urmitglieder
- Walter Besler,  österreichischer Lehrer und Geologe (Urmitglied, rec. 1949)
- Emerich Coreth SJ (1919–2006), österreichischer katholischer Theologe und Philosoph (Urmitglied rec. 1967)[28]
- Konrad Eberle (1903–1961), österreichischer Kinderarzt (Urmitglied 1924)[10]
- Hermann Girstmair (1929–2019), österreichischer Kommunalpolitiker (Urmitglied rec. 1951)
- Josef Hoop (1895–1959), Regierungschef von Liechtenstein (1928–1945) (Urmitglied rec. 1919)
- Franz-Heinz Hye (1937–2016), österreichischer Historiker, Direktor des Stadtarchivs Innsbruck
- Karl Ilg (1913–2000), ehemaliger Dekan an der Leopold-Franzens-Universität Innsbruck (Urmitglied rec. 1933)
- Josef Kolb (1914–1994), ehemaliger Rektor der Leopold-Franzens-Universität Innsbruck (Urmitglied rec. 1936)
- Robert Muth (1916–2008), österreichischer klassischer Philologe (Urmitglied rec. 1935)
- Werner Nagel (* 1937), österreichischer klassischer Philologe (Urmitglied rec. 1957)
- Paul Rachbauer (1948–2014), österreichischer Ethnologe und Soziologe (Urmitglied rec. 1970)
- Günther Reinecke (1908–1972), SS-Oberführer (Bandinhaber 1928), wurde 1945 ausgeschlossen[29]
- Franz Reinisch (1903–1942), katholischer Priester (Urmitglied rec. 1922)
- Andreas Resch CSsR (* 1934), Südtiroler Theologe und Parawissenschafter (Urmitglied rec. 1965)
- Emil Schneider (1883–1961), ehemaliger Unterrichtsminister (Urmitglied rec. 1903)
- Anton Schwob (1937–2023), ehemaliger Dekan der Geisteswissenschaftlichen Fakultät der Karl-Franzens-Universität Graz (Urmitglied rec. 1959)
- Ludwig Sölder (1921–2010), österreichischer Gerechter unter den Völkern (Urmitglied rec. 1945)
- Harald Sonderegger (* 1964), Präsident des Vorarlberger Landtags (Urmitglied rec. 1985)
- Herwig van Staa (* 1942), Landtagspräsident Tiroler Landtag, ehem. Landeshauptmann von Tirol (Urmitglied rec. 1960)
- Eberhard Tiefenthaler (1933–1995), Romanist und Bibliothekar
- Hans Tschiggfrey (1904–1963), ehemaliger Landeshauptmann von Tirol (Urmitglied rec. 1926)
- Ludwig Volz (1934–2011), Theologe, Religionspädagoge und bibeltheologischer Autor (Urmitglied rec. 1956)

Ehrenphilister (schon vor der Verleihung Mitglied einer CV/ÖCV/SchwStV-Verbindung)
- Clemens Bieber (* 1957), Domkapitular des Bistums Würzburg (Ehrenphilister 1983)
- Engelbert Dollfuß (1892–1934), Politiker und erster Bundeskanzler zur Zeit des Ständestaates (Ehrenphilister 1934)
- Heinrich Drimmel (1912–1991), ehemaliger Unterrichtsminister (Ehrenphilister 1951)
- Bernhard Hippler (* 1947), Universitätsseelsorger und ICV-Seelsorger (Ehrenphilister 2007)
- Otto Hittmair (1924–2003), ehemaliger Rektor der Technischen Universität Wien (Ehrenphilister 1984)
- Clemens Holzmeister (1886–1983), österreichischer Architekt (Ehrenphilister 1924)
- Franz Josef II. von und zu Liechtenstein (1906–1989), Fürst von und zu Liechtenstein (Ehrenphilister 1969)
- Alois Partl (* 1929), ehemaliger Landeshauptmann von Tirol (Ehrenphilister 1976)
- Kurt Schuschnigg (1897–1977), Bundeskanzler zur Zeit des Ständestaates (Ehrenphilister 1938)
- Reinhold Stecher (1921–2013), Alt-Bischof von Innsbruck (Ehrenphilister 1988)
- Alfons Weißgatterer (1898–1951), ehemaliger Landeshauptmann von Tirol (Ehrenphilister 1950)
- Richard Wollek (1874–1940), Politiker (Ehrenphilister 1907)
- Peter Zurbriggen (1943–2022), apostolischer Nuntius in Österreich (Ehrenphilister 2010)[30][31]

Ehrenmitglieder (vor der Verleihung keiner CV/ÖCV/SchwStV-Verbindung zugehörig)
- Joseph Altenweisel (1851–1912), Fürstbischof von Brixen (Ehrenmitglied 1907)
- Andreas Altmann, Rektor des Management Center Innsbruck (Ehrenmitglied 2009)
- Clemens August Andreae (1929–1991), Finanzwissenschafter (Ehrenmitglied 1982)
- Dominikus Dietrich OPraem (1871–1951), katholischer Priester und Abgeordneter zum österreichischen Nationalrat (Ehrenmitglied 1921)
- Franz Fischer (1887–1943), Politiker, Bürgermeister von Innsbruck (Ehrenmitglied 1922)
- Nikolaus Grass (1913–1999), österreichischer Wissenschafter (Ehrenmitglied 1981)
- Stephan Koren (1919–1988), Wirtschaftswissenschaftler und Politiker (Ehrenmitglied 1967)
- Erwin Kräutler CPPS (* 1939), Bischof und Prälat von Xingu  (Ehrenmitglied rec. 2001)
- Severin Leitner SJ (1945–2015), Berater und Regionalassistent des Generaloberen des Jesuitenordens für Zentral- und Osteuropa (Ehrenmitglied 2011)
- Helmut Mader (* 1941), ehemaliger Landtagspräsident von Tirol (Ehrenmitglied 1999)
- Hugo Rahner SJ (1900–1968), ehem. Rektor der Leopold-Franzens-Universität Innsbruck (Ehrenmitglied 1951)
- Adolf Rhomberg (1851–1921), Landeshauptmann von Vorarlberg (Ehrenmitglied 1907)
- Herbert Sausgruber (* 1946), Landeshauptmann von Vorarlberg (Ehrenmitglied 1999)
- Karlheinz Töchterle (* 1949), Bundesminister für Wissenschaft und Forschung, ehem. Rektor der Leopold-Franzens-Universität Innsbruck (Ehrenmitglied 2008)
- Eduard Wallnöfer (1913–1989), ehemaliger Landeshauptmann von Tirol (Ehrenmitglied 1966)

## Engagement im Verband
Leopolden haben sich in der Vergangenheit immer wieder im Dachverband engagiert.

### Vorort
Leopoldina hatte seit 1945 sechs Mal den Vorsitz im ÖCV inne:
- Studienjahr 1956/57 (Vorortspräsident: Eberhard Tiefenthaler)
- Studienjahr 1957/58 (Vorortspräsident: Walter Besler)
- Studienjahr 1973/74 (Vorortspräsident: Heinz Wolf)
- Studienjahr 1979/80 (Vorortspräsident: Christian Sonnweber)
- Studienjahr 1980/81 (Vorortspräsident: Wolfgang Türtscher)
- Studienjahr 2025/26 (Vorortspräsident: Andre Stecher)

### Verbandsführung
Seit 1945 hatten sechs Leopolden das Amt des Vorsitzenden der Verbandsführung inne, sieben weitere waren Funktionäre.
Liste der Vorsitzenden (Amtsperiode in Klammern):
- Heinrich Drimmel (1948–1953)
- Hans Friedrich (1953–1955)
- Rudolf Mayr (1967–1971)
- Adolf Kolb (1972–1980)
- Otto Hittmair (1980–1984)
- Josef Kolb (1984–1988)

### Innsbrucker Cartellverband
Seit 1937 (davor keine Quellen verfügbar) hat Leopoldina 22 Mal für je ein Jahr den Vorsitz des ICV übernommen, zuletzt im Studienjahr 2018/19.

### CV.tirol/Altherrenlandesbund Tirol
Vorsitzende Leopolden seit 1945 (Amtszeit in Klammer):
- Edwin Cölestin Schier (1949–1953)
- Gerd Bielowski (1978–1995)
- Peter Pichler (1995–1999)
- Peter Reiter (seit 2017)